# 나라 숙사하
나라 숙사하(만주어: ᠨᠠᡵᠠ
ᠰᡠᡴ᠋ᠰᠠᡥᠠ, 한국 한자: 納喇 蘇克薩哈 납란 소극살합, 1607년경 ~ 1669년)는 청나라 초기의 대신이자 정치인(강희제의 섭정)이다.

## 생애
만주 정백기(正白旗) 출신이다. 원래 순치제 때, 섭정왕 도르곤을 모셨으나, 도르곤이 죽은 이후, 순치제에게 적극 협조하여 순치제의 신임을 얻었다. 1661년(순치 18년) 순치제의 임종 시, 허서리 소닌·구왈기야 오보이·니오후루 어빌룬 등과 함께 고명대신으로 임명되어 황태자 현엽(강희제)을 황위에 올렸다. 당시 타이완에서 문제를 일으키던 장수 정지룡의 살해를 명하여 강희제의 신임을 얻었다.
1667년 보정대신 소닌이 죽자, 소닌의 부탁과 함께 강희제를 보호하는 대신 다른 보정대신인 오보이를 견제하려 하였으나, 이미 군권을 장악한 오보이는 숙사하가 선황 순치제의 황릉을 돌보지 않아 선황을 배반하였다는 이유 등 모두 24개의 죄목으로 숙사하를 모함, 강희제는 어쩔 수 없이 숙사하를 처벌하였고 나라 숙사하는 1669년에 교수형 집행되었다.
틀:강희제 시대 초기의 4대 중신
틀:강희제의 섭정